# Дуарте (провинция)
Дуарте (исп. Duarte) — провинция в Доминиканской Республике.

## География
Провинция Дуарте находится в северо-восточной части страны. На севере от неё расположены провинции Мария-Тринидад-Санчес, Эспайльят и Самана, к югу — Монте-Плата и Санчес-Рамирес, на западе — Эрманас-Мирабаль и Ла-Вега. Административный центр провинции — Сан-Франсиско-де-Макорис.
Площадь провинции составляет 1605 км². Численность её населения — 384 789 человек (на 2012 год). Плотность населения — 239,74 чел./км².

## История
В 1896 году был образован округ Пасификадор (исп. Distrito Pacificador), преобразованный в провинцию согласно конституции 1907 году. В 1925 она была переименована в честь Пабло Дуарте, национального героя и основателя Доминиканской Республики.

## Население
Среди важных населённых пунктов провинции следует назвать:
- Сан-Франсиско-де-Макорис
- Ареносо
- Кастильо
- Лас-Гуаранас
- Пиментель
- Вилья-Рива
- Хостос

## Административное деление
Провинция подразделяется на 7 муниципий и 11 муниципальных округов.
| № | Муниципий                                           | Население, чел. (2012) |
| - | --------------------------------------------------- | ---------------------- |
| 1 | Ареносо (Arenoso)                                   | 17 589                 |
| 2 | Кастильо (Castillo)                                 | 20 258                 |
| 3 | Эухенио Мария-де-Остос (Eugenio María de Hostos)    | 14 598                 |
| 4 | Лас-Гуаранас (Las Guáranas)                         | 19 969                 |
| 5 | Пиментель (Pimentel)                                | 35 989                 |
| 6 | Сан-Франсиско-де-Макорис (San Francisco de Macorís) | 245 397                |
| 7 | Вилья-Рива (Villa Riva)                             | 30 989                 |
|   | Всего                                               | 384 789                |